# Jabra

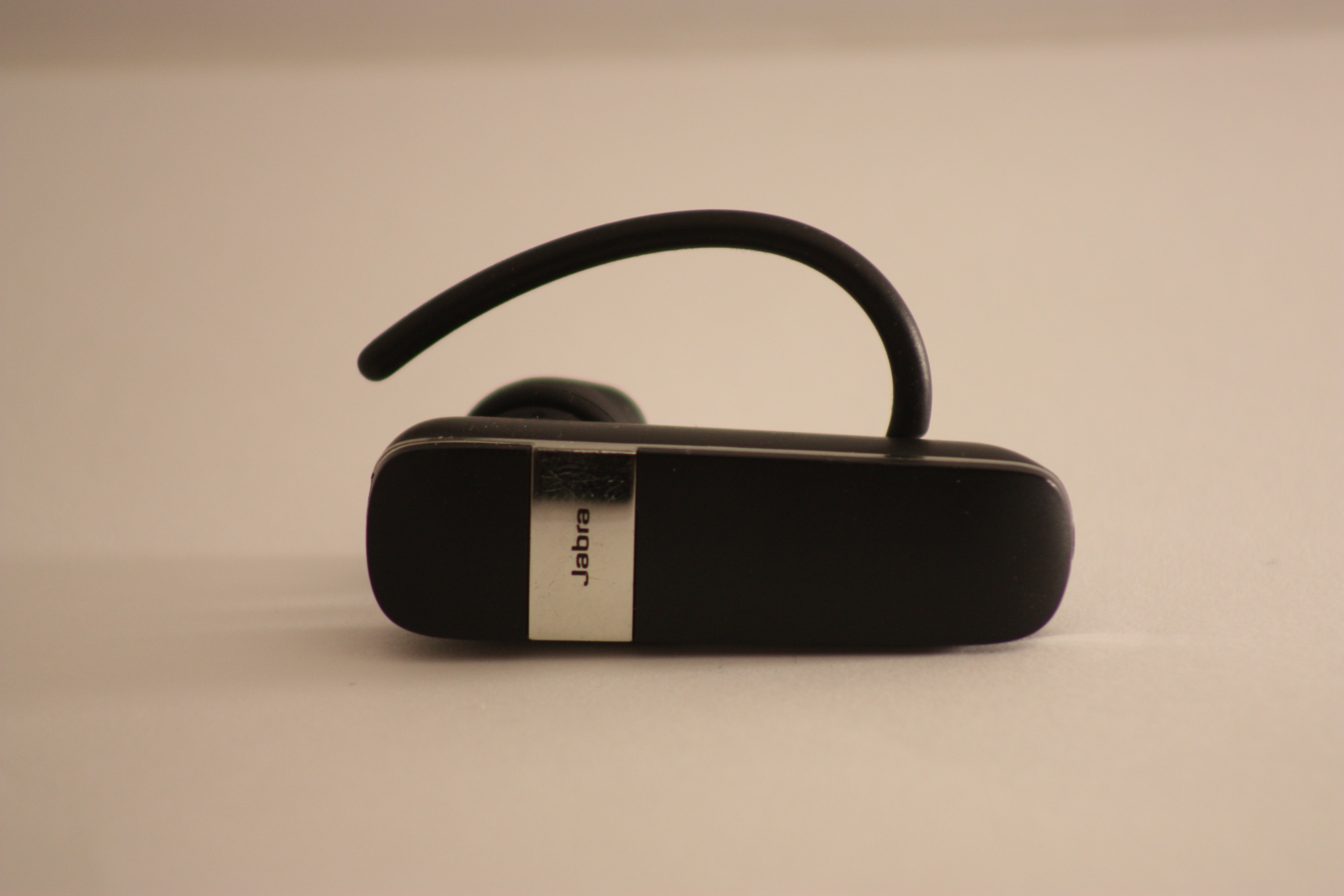
Jabra Headset

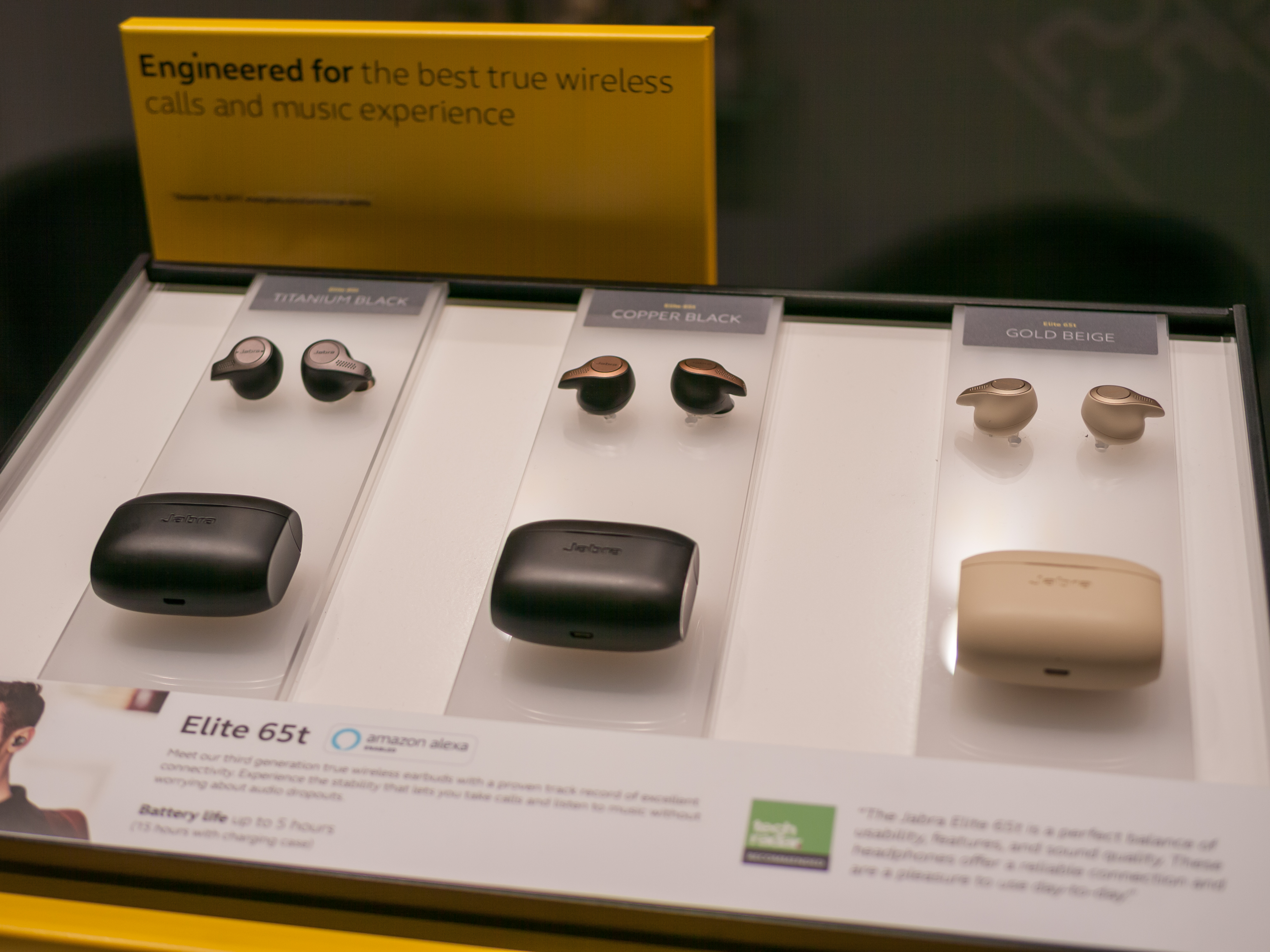
Jabra Funk-Inohr-Hörer

Jabra ist eine dänische Marke, die auf Audiogeräte und seit 2019 auf Videokonferenzsysteme spezialisiert ist. Sie gehört zu GN Audio, das ein Teil der dänischen Holding GN Group ist. Jabra entwickelt, produziert und vertreibt Funkkopfhörer, digitale Funkkopfhörer und kabelgebundene Kopfhörer für Endverbraucher und für Geschäftskunden.

## Geschichte
Im Jahr 1983 wurde die US-amerikanische Jabra Corporation von Elwood („Woody“) Norris (* 1939,  unabhängiger Erfinder und Unternehmer) gegründet. Sie hält einige Patente. Im September 2000 wurde Jabra dann von GN Audio erworben; letztere stellt einen Bereich des dänischen Unternehmens GN Group, das C. F. Tietgen  1869 als Great Northern Telegraph Company gründet hat, dar. Neben anderen Entwicklungen wurde von diesem Unternehmen im 19. Jahrhundert die erste interkontinentale Telegrafen-Verbindung entwickelt, im Jahr 2014 die 2,4-GHz-Technologie in Hörgeräten für direkte Konnektivität sowie das weltweit erste Made-for-iPhone-Hörgerät mit direktem Streaming von Stereo-Signalen (ReSound LiNX). Die Fertigung der Jabra-Produkte erfolgt in China.
Im Jahr 2006 stärkte GN das Kontakt-Center und den Büro-Kopfhörer-Bereich unter der Marke Jabra. Dem folgte 2008 eine Restrukturierung, wodurch innerhalb von Jabra ein Bereich Geschäftskunden und ein Bereich Endkunden entstand. Diese Umstrukturierung ermöglichte eine stärkere Konzentration auf den jeweiligen Bereich. 2012 wurde auch die Entwicklung in China angesiedelt. 2016 wurde die Kopfhörer-Sparte GN Netcom zu GN Audio umbenannt, die unter Jabra läuft.
Um Videokonferenz-Produkte in sein Angebot aufzunehmen, erwarb GN Audio Anfang des Jahres 2019 das Start-up-Unternehmen Altia Systems für 125 Millionen US-Dollar. Im selben Jahr kündigte Jabra das erste Videoprodukt aus der Akquisition an: Jabra PanaCast.
Am 11. Juni 2024 kündigte GN Audio an, sich aus dem Kopfhörermarkt zurückzuziehen. Hierbei sollen die Elite- und Talk-Produktreihen auslaufen und der Fokus der Marke Jabra auf das Premiumsegment gelegt werden.

## Produkte
Zu den Produkten gehören kabellose Inohr-Kopfhörer, Kopfhörer mit Geräuschunterdrückung, Headsets (einige mit „künstlicher Intelligenz“, KI), Videokonferenz-Kameras und Sport-Kopfhörer mit Fitness-Tracking.